# Mónica Szwaja
Mónica Szwaja (en polaco: Monika Szwaja; Krobielewko, 12 de diciembre de 1949-Szczecin, 22 de noviembre de 2015) fue una periodista, profesora y escritora polaca. 

## Biografía
Hija de Helena Zakrzewska y Teófilo Szwaja. Realizó sus estudios en la Universidad Adam Mickiewicz de Poznań. Trabajó en el Centro de televisión en Szczecin, de donde fue retirada en la época de la ley marcial en Polonia. Durante los siguientes ocho años trabajó como profesora de polaco e historia en el pueblo de Podgórzyn. Retornó luego a Szczecin. Dirigió la Editorial Sol, en la que publicaba su propia obra. Se le concedió el título de Embajadora de Szczecin en el 2004.
Madre de Lorenzo (Wawrzyniec) Szwaja, sonidista de Radio Szczecin. Prima hermana del historiador y escritor Cezary Chlebowski. Sobrina del Oficial del Ejército Polaco, Edward Szwaja.
Falleció el 22 de noviembre del 2015 a los 65 años de edad.

## Obra publicada

### Novela
- 2003, Soy una pesada (Jestem nudziarą), Varsovia, Editorial Prószyński i S-ka. ISBN 83-7337-416-7.
- 2005, Estable y alucinada (Stateczna i postrzelona), Varsovia, Editorial Prószyński i S-ka. ISBN 83-7337-945-2.
- 2006,  La casa en el acantilado (Dom na klifie), Varsovia, Editorial Prószyński i S-ka. ISBN 83-7469-321-5.
- 2006, Repaso del asesinato (Powtórka z morderstwa), Varsovia, Editorial Prószyński i S-ka. ISBN 83-7469-421-1.
- 2007, El Club de las Vírgenes Poco Usadas (Klub Mało Używanych Dziewic), Editorial Sol. ISBN 978-83-925879-0-3
- 2008, ¡Vírgenes, al ataque! (Dziewice, do boju!), Editorial Sol. ISBN 978-83-925879-8-9.
- 2008, La bahía de las manzanitas venenosas (Zatoka trujących jabłuszek), Editorial Sol. ISBN 978-83-925879-9-6.
- 2009, Mucama para casi todo (Gosposia prawie do wszystkiego), Editorial Sol. ISBN 978-83-925879-3-4.
- 2010, Sopa de takifugu (Zupa z ryby fugu), Editorial Sol. ISBN 978-83-62405-03-9.
- 2010, No para eclenques (Nie dla mięczaków), Editorial Empik Sp. z o.o. ISBN 978-83-7782-000-1.
- 2011, La madre de todas las muñecas (Matka wszystkich lalek). ISBN 978-83-62405-23-7.
- 2013, El ángel en sombrero (Anioł w kapeluszu).

### Serie de novelas
- Serie sobre Vika Sokołowska

- 2004, Notas de un estado de cuidado (Zapiski stanu poważnego), Varsovia, Editorial Prószyński i S-ka. ISBN 83-7337-759-X.
- 2004, Romance por receta (Romans na receptę), Varsovia, Editorial Prószyński i S-ka. ISBN 83-7337-626-7.
- 2005, La artista errante (Artystka wędrowna), Varsovia. ISBN 83-60376-65-4.